# Leonora Fani
Leonora Fani née Eleonora Cristofani à Crocetta del Montello le 18 février 1954 est une actrice italienne.

## Biographie
Leonora Fani de son vrai nom Eleonora Cristofani est née à Crocetta del Montello, Trévise, en Italie. Elle remporte le concours Miss Teenager en 1971. Son parcours artistique est principalement lié au cinéma de genre et populaire en vogue dans les années 1970. Elle s'est vu confie au début, des rôles d'adolescente, qui ont marqué de manière durable sa carrière d'actrice. Après s'être installée à Rome, elle obtient son premier rôle important avec La svergognata (1974) de Giuliano Biagetti. S'ensuit une longue série de films qui lui apportent la popularité, notamment des petits rôles dans des productions internationales, aux côtés de grands noms du cinéma (comme dans L'Agression de Gérard Pirès, avec Jean-Louis Trintignant et Catherine Deneuve).
En 1976, elle tourne Maîtresse à tout faire (it) avec Claudine Beccarie. En 1977, elle est remarquée par Salvatore Samperi, qui lui confie son premier rôle important, en la choisissant comme protagoniste de Nenè, d'après le roman homonyme de Cesare Lanza. À partir de là, elle connaît une courte mais intense période de popularité : un autre rôle important est celui qu'elle tient dans Pensione paura (1978) de Francesco Barilli, un giallo où elle joue le rôle principal. Pendant cette période, elle pose nue pour Playmen et l'édition italienne de Playboy. Les derniers films sont moins intéressants d'un point de vue critique tels que : Giallo a Venezia de Mario Landi et Uomini di parola de Tano Cimarosa. Elle a mis définitivement un terme à sa carrière d'actrice au milieu des années 1980.

## Filmographie
- 1973 : Metti... che ti rompo il muso (it) de Giuseppe Vari
- 1974 : La svergognata de Giuliano Biagetti
- 1974 : Amore mio non farmi male de Vittorio Sindoni
- 1974 : Service compris (Il domestico) de Luigi Filippo D'Amico et Ary Fernandes
- 1974 : L'Agression de Gérard Pirès
- 1975 : Son tornate a fiorire le rose de Vittorio Sindoni
- 1975 : Lezioni private de Vittorio De Sisti
- 1975 : Fermi tutti! È una rapina (it) d'Enzo Battaglia
- 1976 : Né pour l'enfer (Die Hinrichtung) de Denis Héroux
- 1976 : La Merde (Perché si uccidono) de Mauro Macario
- 1976 : Per amore di Cesarina (it) de Vittorio Sindoni
- 1976 : Bestialité (Bestialità) de Peter Skerl (it)
- 1976 : Il conto è chiuso (it) de Stelvio Massi
- 1976 : Maîtresse à tout faire (it) (Calde labbra) de Demofilo Fidani
- 1977 : Nenè de Salvatore Samperi
- 1977 : Pensione paura de Francesco Barilli
- 1979 : Giallo a Venezia de Mario Landi
- 1979 : La Diablesse (Sensività) d'Enzo G. Castellari
- 1980 : Peccati a Venezia d'Amasi Damiani
- 1980 : Febbre a 40! de Marius Mattei
- 1980 : Champagne... e fagioli (it) d'Oscar Brazzi
- 1980 : Le Jardin d'Éden (エデンの園, Eden no sono?) de Yasuzō Masumura
- 1981 : Uomini di parola (it) de Tano Cimarosa
- 1981 : Habibi, amor mio (it) de Luis Gómez Valdivieso
- 1981 : Dei miei bollenti spiriti, téléfilm de Sandro Bolchi
- 1981 : Difendimi dalla notte (it) de Claudio Fragasso